# Populierenwoudzwever
De populierenwoudzwever (Criorhina pachymera) is een vliegensoort uit de familie van de zweefvliegen (Syrphidae). De wetenschappelijke naam van de soort werd voor het eerst geldig gepubliceerd in 1858 door Johann Egger.